# Leeds International Classic 1996
La Leeds International Classic 1996, ottava edizione della corsa e prima edizione con questa denominazione, valida come evento della Coppa del mondo di ciclismo su strada 1996, si svolse il 18 agosto 1996 su un percorso totale di circa 235 km. Fu vinta dall'italiano Andrea Ferrigato, che terminò la gara in 5h43'13" alla media di 41,082 km/h.
Alla partenza erano presenti 115 ciclisti dei quali 43 portarono a termine la gara.

## Ordine d'arrivo (Top 10)
| Pos. | Corridore           | Squadra       | Tempo    |
| ---- | ------------------- | ------------- | -------- |
| 1    | Andrea Ferrigato    | Roslotto-ZG   | 5h43'13" |
| 2    | Maximilian Sciandri | Motorola      | a 1"     |
| 3    | Johan Museeuw       | Mapei-GB      | a 20"    |
| 4    | Lance Armstrong     | Motorola      | s.t.     |
| 5    | Michele Bartoli     | MG Maglificio | s.t.     |
| 6    | Davide Rebellin     | Polti         | s.t.     |
| 7    | Marco Fincato       | Roslotto-ZG   | s.t.     |
| 8    | Andrea Tafi         | Mapei-GB      | s.t.     |
| 9    | Marco Milesi        | Brescialat    | a 1'01"  |
| 10   | Stefano Colagè      | Refin         | a 1'09"  |